# Jacques Remlinger
Jacques Remlinger (Asnières-sur-Seine, 3 gennaio 1923 – Cubrial, 10 ottobre 2002) è stato un militare e aviatore francese, membro della Forces aériennes françaises libres partecipò alla seconda guerra mondiale combattendo negli Squadron della Royal Air Force. Fu più volte decorato per il valore dimostrato in combattimento, ed è noto per aver attaccato l'automobile personale del feldmaresciallo Erwin Rommel il 17 luglio 1944..

## Biografia
Nacque il 3 gennaio 1923 a Asnières-sur-Seine dove suo padre, di origine alsaziana, possedeva una ditta di produzione tessile, all'età di tre anni emigrò con la famiglia in Gran Bretagna. In giovane età frequentò le migliori "public schools" (in realtà istituzioni private) e i college britannici, tra cui l'antica scuola di Harrow. Durante il periodo scolastico si appassionò allo sport del rugby, che egli definiva "un gioco da teppisti giocato dai gentiluomini delle grandi scuole inglesi"., divenendo ben presto un eccezionale giocatore.
Nell'estate del 1939 prese la decisione di iscriversi all'università di Oxford per diventare avvocato internazionale trilingue, ma il 1º settembre dello stesso anno lo scoppiò della seconda guerra mondiale pose fine ai suoi sogni.
Nell'aprile 1940 suo padre, veterano della prima guerra mondiale, prese la decisione di aiutare i soldati francesi di ritorno da Narvik, Norvegia, che erano stati impiegati nel tentativo di aiutare l'esercito norvegese a contrastare l'invasione tedesca ad opera della Wehrmacht.
Dopo la caduta della Francia, nel giugno dello stesso anno, suo padre si arruolò nelle forze della Francia libera raggiungendo il Nord Africa.
In risposta all'appello lanciato dal generale Charles de Gaulle il 18 giugno egli raggiunse in metropolitana il quartier generale della Francia Libera a Carlton Gardens per arruolarsi nella Marine nationale. Era il 15 di agosto e trovò gli uffici chiusi e il giorno successivo, per puro caso, si arruolò in aviazione, chiedendo espressamente di essere destinato alla caccia. A bordo di un vecchio camion Renault, lui e i suoi commilitoni raggiunsero il campo di addestramento di Camberley, dove iniziò l'addestramento militare, e dove incontrò per la prima volta Pierre Clostermann giunto dal Brasile, diventando inseparabile amico. Per un anno, seguì i corsi di teoria del volo, funzionamento del motore e addestramento alla navigazione, passando circa tre mesi su ciascuna della basi RAF di Camberley, Northampton e Scarborough.
Iniziò a volare sui biplani da addestramento basico de Havilland DH.82 Tiger Moth, dimostrandosi subito un buon pilota tanto che dopo solo 4-5 ore di volo insieme all'istruttore iniziò a volare da solo. Trasferito presso la scuola di pilotaggio avanzato situata sulla base RAF di Cramwell prese a volare a bordo dei monoplani Miles Master I e II. Al termine di questo periodo ottenne il brevetto di pilota militare della Royal Air Force e delle Forces aériennes françaises libres.
Nell'inverno 1941 frequentò un corso di addestramento presso l'Operational Training Unit 61 di Rednal, in Galles, dove volò per la prima volta a bordo di un Supermarine Spitfire Mk.I. Nel gennaio 1943,a causa delle difficoltà nell'uso della lingua francese, fu assegnato al No. 602 Squadron City of Glasgow, equipaggiato con gli Spitfire delle versioni VB e VC, e stanziato sull'aeroporto di Perranporth. La sua prima missione fu la scorta ad un gruppo di bombardieri decollati da una base della Cornovaglia che dovevano colpire la base dei sommergibili tedeschi di Brest, in Bretagna. Durante il volo di ritorno sostenne il suo primo combattimento contro i caccia Focke-Wulf Fw 190 della Luftwaffe. Nella primavera di quell'anno fu trasferito presso il Groupe de Chasse Alsace di stanza a Biggin Hill, dotato degli Spitfire MK.IXB. Per alcuni mesi eseguì da 2 a 4 missioni al giorno, compreso la scorta ravvicinata ai bombardieri statunitensi Boeing B-17 Flying Fortress impiegati in missioni di bombardamento diurno sulla Germania. Nel mese di agosto fu nuovamente trasferito in Kent, presso il No. 602 Squadron, ritrovando i piloti scozzesi di cui lui a malapena riusciva a capire il loro inglese. Nel mese di settembre fu raggiunto da Clostermann, e da allora i due fecero coppia fissa durante le missioni, alternandosi ogni volta nel ruolo di leader e gregario. Durante l'inverno del 1943 furono inviati nelle Isole Orcadi per garantire la scorta ravvicinata alle navi in rotta di avvicinamento alla grande base navale di Scapa Flow, in Scozia, imparando nel contempo la tecnica dell'attacco al suolo in vista dello sbarco alleato sul continente, previsto per la tarda primavera del 1944. All'alba del 6 giugno 1944 partecipò alle prime azioni di pattugliamento sulle spiagge della Normandia interessate dagli sbarchi alleati.
Grazie alla gentilezza del loro comandante, l'asso inglese Max Sutherland i piloti francesi dello Squadron furono i primi ad atterrare sulla pista di Longues-sur-Mer, nei pressi di Arromanches-les-Bains.
Il 17 luglio 1944, durante una missione in coppia con il pilota neozelandese Bruce John Oliver, effettuò un attacco contro una automobile scortata da motociclisti che viaggiava lungo sulla strada Livarot-Vimoutiers nei pressi di Sainte-Foy-de-Montgommery in Normandia. Sull'automobile Horch viaggiava il Feldmaresciallo Erwin Rommel comandante del Gruppo di Armate B della Wehrmacht, in Normandia. Il feldmaresciallo stava rientrando al suo quartier generale di La Roche-Guyon dopo aver effettuato una visita al comando operativo del I SS-Panzerkorps. Rommel rimase gravemente ferito, mentre il suo aiutante di campo, maggiore Lang rimase leggermente ferito. L'autista personale del feldmaresciallo e uno dei motociclisti di scorta rimasero uccisi. Pochi giorni dopo egli venne decorato con la Distinguished Flying Cross.
Nel settembre 1944 lasciò la Normandia per un turno di sei mesi di riposo. Durante questa pausa svolse un lavoro fittizio presso la sede del Fighter Command inglese a Londra. Le autorità sportive inglesi gli chiesero di far parte della squadra di rugby nazionale che avrebbe sfidato quella francese capitanata dal generale Jacques Chaban-Delmas. L'11 novembre avvenne la prima partita tra la nazionale inglese e quella francese dall'inizio della guerra, che fu giocata presso lo stadio Parco dei Principi di Parigi, e terminò con la vittoria della selezione inglese per 26-6. Ritornato in Gran Bretagna prese servizio presso la scuola di combattimento aereo di Catfoss, dove seguì un corso di perfezionamento. A causa di un infortunio alla spalla subito durante una partita di rugby raggiunse la sua nuova destinazione, il No. 340 Squadron "Île-de-France" solo nel febbraio 1945. Tale reparto la cui missione principale era l'attacco contro obiettivi terrestri, era schierato sull'aeroporto di Anversa, ed equipaggiato con i nuovi caccia Hawker Tempest Mk.V. Dopo la fine della guerra partecipò a qualche "volo della vittoria" sulle principali città europee e francesi.
Dopo la fine della guerra lasciò l'aviazione militare francese ritornando in Gran Bretagna. Sposato con una inglese, che gli diede tre figli, si stabilì definitivamente in Inghilterra, tentando invano di entrare nell'aviazione civile, ma dovette accontentarsi di un lavoro come impiegato in una ditta di import-export. Lasciò tale lavoro per fondare una ditta di abbigliamento prêt-à-porter femminile. Si spense nel 2002, e la sua orazione funebre fu pronunciata dal fraterno amico Pierre Clostermann.

## Onorificenze

### Onorificenze francesi
- Nove citazioni all'ordine del giorno dell'Esercito francese

### Annotazioni
1. ↑  Tale attacco inizialmente era stato assegnato al pilota sudafricano Johannes Jacobus Le Roux.
2. ↑  Malgrado gli sforzi della madre, e benché passasse le vacanze estive a Touquettes, egli non fu mai pienamente padrone della lingua francese.
3. ↑  Questa scuola aveva visto tra i suoi allievi anche Lord Byron, Winston Churchill e John Galsworthy.
4. ↑  In lingua francese: Jeu de voyous joué par les gentlemen des grandes écoles anglaises.
5. ↑  Come lui, la maggior parte dei suoi compagni non aveva mai volato ne come passeggeri ne come piloti.
6. ↑  Quando il 18 giugno 1940 sul campo si addestramento di Camberley incontrò il generale de Gaulle, egli gli chiese come avesse fatto a raggiungere le forze della Francia Libera, e Remlinger rispose candidamente: in metropolitana.
7. ↑  Durante il periodo di addestramento a Cranwell ebbe un guasto meccanico che lo costrinse ad effettuare un atterraggio di emergenza in un campo. Arrivarono immediatamente i contadini del posto che, avendolo preso come un nemico appartenente alla quinta colonna, iniziarono a minacciarlo con i forconi. L'arrivo provvidenziale di un poliziotto lo sottrasse alla folla che si era fatta via via sempre più minacciosa. Quella sere stessa, in un pub del vicino villaggio avvenne la “riconciliazione” con i contadini.
8. ↑  Il brevetto di pilota delle Forces aériennes françaises libres e il numero 203.
9. ↑  All'uscita da Rednal Clostermann era stato destinato al Groupe de Chasse Alsace.
10. ↑  Tale Squadron era al comando di René Mouchotte, e annoverava tra i suoi piloti il capitano Christian Martell, Henri de Bordas, e il suo migliore amico Pierre Clostermann.
11. ↑  Suo fratello minore prestava allora servizio presso la 2éme Division Blindée al comando del generale Philippe Leclerc de Hauteclocque.
12. ↑  Il I SS-Panzerkorps era al comando dell'Obergruppenführer Josef Sepp Dietrich.
13. ↑  Fu solo nel 1990 che egli ne apprese la motivazione, in seguito all'apertura degli archivi della Royal Air Force.
14. ↑  Come tre quarti ala.
15. ↑  In quello stesso giorno Winston Churchill e Charles de Gaulle depositarono una corona di fiori presso l'Arco di Trionfo e camminarono lungo gli Champs-Élysées.
16. ↑  Al termine delle ostilità il suo palmarès comprendeva un caccia Bf 190G abbattuto il 21 febbraio 1944, una nave mercantile da 10.000 tonnellate affondata il 18 marzo 1943, la distruzione di una torre di controllo del tiro (15 dicembre 1943), 1 carro armato, 5 autoblindo, 18 camion, e 3 automobili. Inoltre danneggiò un carro armato, 18 camion, due automobili, un'autoblindo, un vagone ferroviario e una postazione contraerea (15 dicembre 1943).
17. ↑  Il 18 giugno il No.340 Squadron Île-de-France sorvolò Parigi, e passando sopra l'Arco di Trionfo disegnò una Croce di Lorena.
18. ↑  Uno di essi, Michael, divenne un pilota da caccia, e poi generale, della Royal Air Force.

### Fonti
1. ↑  (FR) Jacques Remlinger, su deces.matchid.io. URL consultato il 14 settembre 2021.
2. ↑  (EN) Jacques Remlinger DFC Legion d'Honneur, su aircrewremembered.com. URL consultato il 14 settembre 2021.
3. 1 2  «Oraison funèbre».
4. 1 2 3  Moore 2011, p. 234.
5. 1 2 3  Remlinger 1978, p. 799.
6. 1 2 3  Mattioli 2011, p. 12.
7. ↑  Mattioli 2011, p. 15.
8. 1 2  Mattioli 2011, p. 13.
9. ↑  Cosgrove 2003, p. 153.